# كلو هووبر
كلو هووبر (بالإنجليزية: Chloe Hooper)‏ (1973، ملبورن في أستراليا)؛ روائية أسترالية.

## الجوائز
- برنامج فولبرايت